# Oreodytes quadrimaculatus
Oreodytes quadrimaculatus är en skalbaggsart som först beskrevs av Horn 1883.  Oreodytes quadrimaculatus ingår i släktet Oreodytes och familjen dykare. Inga underarter finns listade i Catalogue of Life.